# Allenbach
Allenbach település Németországban, Rajna-vidék-Pfalz tartományban. Lakosainak száma 633 fő (2023. december 31.).

## Népesség
A település népességének változása:
| Lakosok száma | 677  | 646  | 629  | 624  | 624  | 633  |
|               | 1975 | 2017 | 2019 | 2021 | 2022 | 2023 |